# Kungens miniatyrporträtt
Kungens miniatyrporträtt, även agraff, är den inofficiella familjeorden i det svenska kungahuset. Kallas även Kungens miniatyrporträtt inramat i briljanter eller agraff. Dekorationen tilldelas kvinnor i den svenska kungafamiljen, i det Kungl. Huset och i den Kungliga Familjen och den ska bäras till högtidsdräkt. Den ska fästas i klänningens liv, på bärarens vänstra sida i höjd med hjärtat.
I Sverige finns det formellt ingen familjeorden, men Kungens miniatyrporträtt kan likställas vid en sådan. Nuvarande familjeorden tillkom vid Kung Carl XVI Gustaf trontillträde, och ersatte då Kung Gustaf VI Adolfs porträtt vid nya tilldelningar.

## Utseende

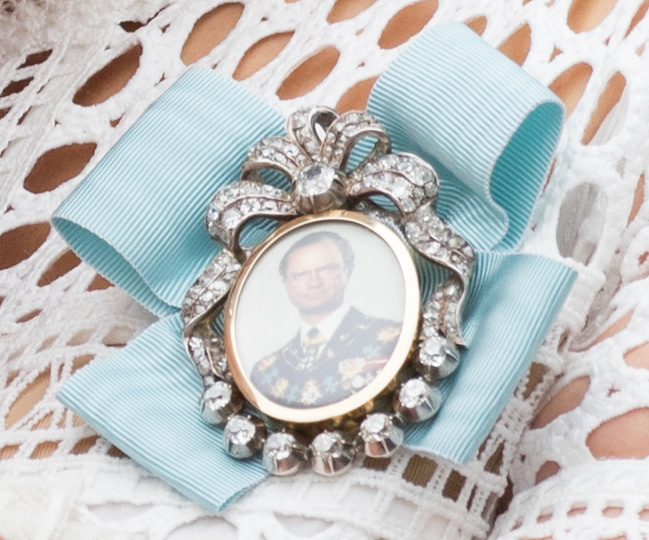
Kung Carl XVI Gustafs miniatyrporträtt

Dekorationen består av ett ovalt porträtt av Kung Carl XVI Gustaf i halvfigur. Det finns olika versioner av porträttet av Kungen, där han är iklädd amiralsuniform med antingen Serafimerordens band eller kedja. Porträttet inramas av briljanter och en briljantrosett på porträttets ovansida. Porträttet är fäst vid en agraffliknande rosett i Serafimerordens ljusblå band. Drottning Silvias dekoration brukar anses som den mest exklusiva.